# Russell Lee

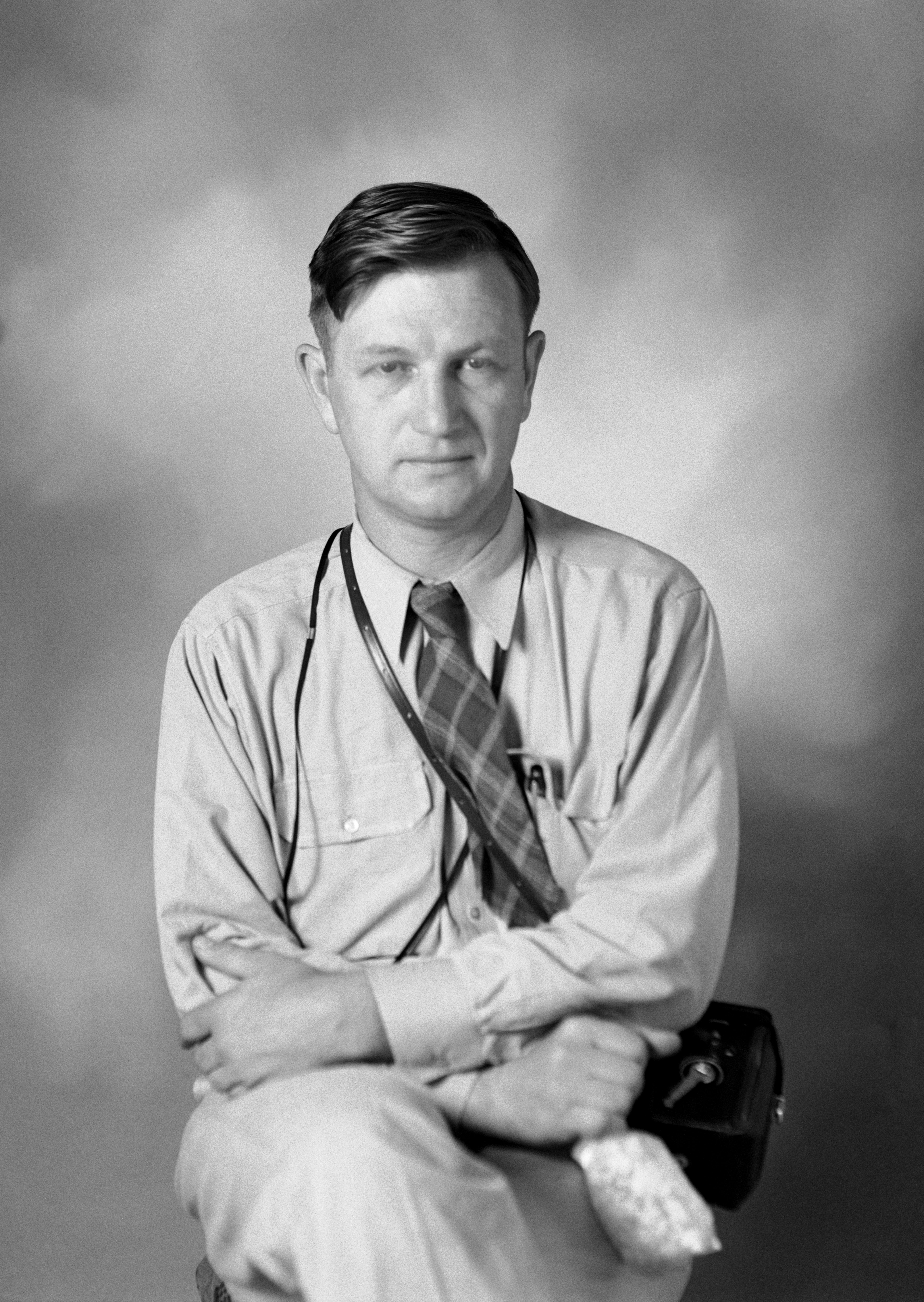

Russell Lee (Ottawa (Illinois), 21 de Julho de 1903 - Austin, 28 de Agosto de 1986) foi um fotógrafo estadunidense. Lee licenciou-se em Engenharia Química pela Universidade de Leigh.
Em 1936 integrou o organismo federal F.S.A (Farm Security Administration), criado nos Estados Unidos na época da Grande Depressão para solucionar a crise agrícola vivida no país. Lee foi o fotógrafo que mais tempo permaneceu ao serviço da FSA e, consequentemente, o que mais fotografias tirou para este organismo, admitindo aí ter construído uma consciência social. Nos anos de trabalho que dedicou à F.S.A, recolheu cerca de 19 000 fotografias.
Russell Lee dedicou muitas das fotografias à documentação da vida dos trabalhadores da apanha do morango, mas também aos agricultores das zonas rurais dos Estados Unidos.